# Pú Trạng
Pú Trạng (hay Pú Chạng) là một phường thuộc thị xã Nghĩa Lộ, tỉnh Yên Bái, Việt Nam.

## Địa lý
Phường Pú Trạng nằm ở phía tây thị xã Nghĩa Lộ, có vị trí địa lý:
- Phía đông giáp phường Trung Tâm
- Phía tây giáp huyện Văn Chấn
- Phía nam giáp xã Nghĩa An
- Phía bắc giáp xã Nghĩa Phúc.

Phường Pú Trạng có diện tích 5,83 km², dân số năm 2019 là 6.538 người, mật độ dân số đạt 1.221 người/km².

## Hành chính
Phường Pú Trạng được chia thành 13 tổ dân phố: 1, 2, 3, 4, 4, 5, 6, 7, 8, Bản Noỏng, Bản Noọng, Bản Tân, Bản Ten, Bản Ngoa.

## Lịch sử
Ngày 15 tháng 5 năm 1995, Chính phủ ban hành Nghị định 31-CP, về việc thành lập thị xã Nghĩa Lộ và điều chỉnh địa giới hành chính giữa thị xã Nghĩa Lộ và huyện Văn Chấn thuộc tỉnh Yên Bái. Theo đó, thành lập phường Pú Trạng trên cơ sở các tiểu khu 1, 2, 3, 4, 5, 6, 7 và các bản: Bản Lọng, Bản Qua, Bản Nỏng, Bản Ten, Bản Ngoa, Bản Mới.
Phường Pú Trạng có diện tích tự nhiên 380,5 hécta với 4.834 nhân khẩu.

## Kinh tế - xã hội
Trên địa bàn phường Pú Trạng có quy hoạch cụm Công nghiệp - Tiểu thủ công nghiệp phường Pú Trạng với diện tích lên đến 20,92ha, được phê duyệt từ năm 2008 song cho đến tháng 6 năm 2011 vẫn chưa được triển khai.
Phường Pú Trạng là địa bàn tập trung nhiều cơ quan của thị xã Nghĩa Lộ, có gần 2 km đường Quốc lộ 32 chạy qua.